# Liga dos Campeões da AFC de 2008
A Liga dos Campeões da AFC de 2008 foi a 27ª edição do torneio de futebol anual realizada pela Confederação Asiática de Futebol (AFC). O vencedor do torneio, Gamba Osaka, foi classificado para a disputa do Campeonato Mundial de Clubes da FIFA 2008.
O campeão de 2007, Urawa Red Diamonds do Japão, classificou-se direto a fase de quartas de final. Entretanto, o novo regulamento para 2009, não prevê essa vantagem para o campeão deste ano, assim, será possível que o Gamba Osaka não participe da edição de 2009.

## Fase de grupos
| # | Time       | Pts | J | V | E | D | GP | GC | SG |
| - | ---------- | --- | - | - | - | - | -- | -- | -- |
| 1 | Bunyodkor  | 13  | 6 | 4 | 1 | 1 | 8  | 2  | 6  |
| 2 | Al-Ittihad | 9   | 6 | 3 | 0 | 3 | 6  | 5  | 1  |
| 3 | Sepahan    | 7   | 6 | 2 | 1 | 3 | 5  | 8  | -3 |
| 4 | Al-Ittihad | 6   | 6 | 2 | 0 | 4 | 4  | 8  | -4 |

| # | Time       | Pts | J | V | E | D | GP | GC | SG |
| - | ---------- | --- | - | - | - | - | -- | -- | -- |
| 1 | Al-Karamah | 11  | 6 | 3 | 2 | 1 | 8  | 3  | 5  |
| 2 | Al-Wahda   | 9   | 6 | 2 | 3 | 1 | 6  | 7  | -1 |
| 3 | Al-Sadd    | 6   | 6 | 1 | 3 | 2 | 6  | 8  | -2 |
| 4 | Al-Ahli    | 4   | 6 | 0 | 4 | 2 | 5  | 7  | -2 |

| # | Time            | Pts | J | V | E | D | GP | GC | SG  |
| - | --------------- | --- | - | - | - | - | -- | -- | --- |
| 1 | Adelaide United | 14  | 6 | 4 | 2 | 0 | 9  | 2  | 7   |
| 2 | Changchun Yatai | 12  | 6 | 3 | 3 | 0 | 10 | 3  | 7   |
| 3 | Pohang Steelers | 5   | 6 | 1 | 2 | 3 | 6  | 7  | -1  |
| 4 | Bình Dương      | 1   | 6 | 0 | 1 | 5 | 4  | 17 | -13 |

| # | Time              | Pts | J | V | E | D | GP | GC | SG |
| - | ----------------- | --- | - | - | - | - | -- | -- | -- |
| 1 | Gamba Osaka       | 14  | 6 | 4 | 2 | 0 | 14 | 8  | 6  |
| 2 | Melbourne Victory | 7   | 6 | 2 | 1 | 3 | 10 | 11 | -1 |
| 3 | Jeonnam Dragons   | 6   | 6 | 1 | 3 | 2 | 8  | 10 | -2 |
| 4 | Chonburi          | 5   | 6 | 1 | 2 | 3 | 7  | 10 | -3 |

| # | Time              | Pts | J | V | E | D | GP | GC | SG |
| - | ----------------- | --- | - | - | - | - | -- | -- | -- |
| 1 | Saipa             | 12  | 6 | 3 | 3 | 0 | 7  | 3  | 4  |
| 2 | Al Quwa Al Jawiya | 8   | 6 | 2 | 2 | 2 | 5  | 5  | 0  |
| 3 | Al-Wasl           | 7   | 6 | 2 | 1 | 3 | 5  | 7  | -2 |
| 3 | Al-Kuwait         | 5   | 6 | 1 | 2 | 3 | 4  | 6  | -2 |

| # | Time       | Pts | J | V | E | D | GP | GC | SG |
| - | ---------- | --- | - | - | - | - | -- | -- | -- |
| 1 | Al Qadsia  | 11  | 6 | 3 | 2 | 1 | 8  | 7  | 1  |
| 2 | Pakhtakor  | 11  | 6 | 3 | 2 | 1 | 13 | 6  | 7  |
| 3 | Arbil      | 8   | 6 | 2 | 2 | 2 | 8  | 11 | -3 |
| 4 | Al-Gharafa | 2   | 6 | 0 | 2 | 4 | 3  | 8  | -5 |

| # | Time            | Pts | J | V | E | D | GP | GC | SG  |
| - | --------------- | --- | - | - | - | - | -- | -- | --- |
| 1 | Kashima Antlers | 15  | 6 | 5 | 0 | 1 | 28 | 3  | 25  |
| 2 | Beijing Guoan   | 12  | 6 | 4 | 0 | 2 | 14 | 9  | 5   |
| 3 | Krung Thai Bank | 7   | 6 | 2 | 1 | 3 | 20 | 27 | -7  |
| 4 | Nam Dinh        | 1   | 6 | 0 | 1 | 5 | 4  | 27 | -23 |

## Fase final

### Tabela
|  | Quartas de final | Quartas de final   | Quartas de final | Quartas de final |                 |             | Semifinais | Semifinais | Semifinais |  |             | Final | Final | Final |
|  |                  |                    |                  |                  |                 |             |            |            |            |  |             |       |       |       |
|  | C1               | Al-Karamah         | 1                | 0                |                 |             |            |            |            |  |             |       |       |       |
|  | G1               | Gamba Osaka        | 2                | 2                |                 |             |            |            |            |  |             |       |       |       |
|  | G1               | Gamba Osaka        | 2                | 2                |                 | Gamba Osaka | 1          | 3          |            |  |             |       |       |       |
|  |                  |                    |                  |                  |                 | Gamba Osaka | 1          | 3          |            |  |             |       |       |       |
|  |                  | Urawa Red Diamonds | 1                | 1                |                 |             |            |            |            |  |             |       |       |       |
|  | D1               | Urawa Red Diamonds | 1                | 1                | Al Qadsia       | 3           | 0          |            |            |  |             |       |       |       |
|  | D1               |                    |                  |                  | Al Qadsia       | 3           | 0          |            |            |  |             |       |       |       |
|  | *                | Urawa Red Diamonds | 2                | 2                |                 |             |            |            |            |  |             |       |       |       |
|  | *                | Urawa Red Diamonds | 2                | 2                |                 |             |            |            |            |  | Gamba Osaka | 3     | 2     |       |
|  |                  |                    |                  |                  |                 |             |            |            |            |  | Gamba Osaka | 3     | 2     |       |
|  |                  | Adelaide United    | 0                | 0                |                 |             |            |            |            |  |             |       |       |       |
|  | B1               | Adelaide United    | 0                | 0                | Saipa           | 2           | 1          |            |            |  |             |       |       |       |
|  | B1               |                    |                  |                  | Saipa           | 2           | 1          |            |            |  |             |       |       |       |
|  | A1               | Bunyodkor          | 2                | 5                |                 |             |            |            |            |  |             |       |       |       |
|  | A1               | Bunyodkor          | 2                | 5                |                 | Bunyodkor   | 0          | 1          |            |  |             |       |       |       |
|  |                  |                    |                  |                  |                 | Bunyodkor   | 0          | 1          |            |  |             |       |       |       |
|  |                  | Adelaide United    | 3                | 0                |                 |             |            |            |            |  |             |       |       |       |
|  | F1               | Adelaide United    | 3                | 0                | Kashima Antlers | 1           | 0          |            |            |  |             |       |       |       |
|  | F1               |                    |                  |                  | Kashima Antlers | 1           | 0          |            |            |  |             |       |       |       |
|  | E1               | Adelaide United    | 1                | 1                |                 |             |            |            |            |  |             |       |       |       |
|  | E1               | Adelaide United    | 1                | 1                |                 |             |            |            |            |  |             |       |       |       |

* - O Urawa Red Diamonds do Japão foi o campeão de 2007 e classificou-se direto para a fase de quartas de final.

### Quartas de final
| Equipe 1        | Total | Equipe 2           | 1.º jogo | 2.º jogo |
| --------------- | ----- | ------------------ | -------- | -------- |
| Al-Karamah      | 1 — 4 | Gamba Osaka        | 1 — 2    | 0 — 2    |
| Al Qadsia       | 3 — 4 | Urawa Red Diamonds | 3 — 2    | 0 — 2    |
| Saipa           | 3 — 7 | Bunyodkor          | 2 — 2    | 1 — 5    |
| Kashima Antlers | 1 — 2 | Adelaide United    | 1 — 1    | 0 — 1    |

### Semifinais
| Equipe 1        | Total | Equipe 2           | 1.º jogo | 2.º jogo |
| --------------- | ----- | ------------------ | -------- | -------- |
| Gamba Osaka     | 4 — 2 | Urawa Red Diamonds | 1 — 1    | 3 — 1    |
| Adelaide United | 3 — 1 | Bunyodkor          | 3 — 0    | 0 — 1    |

### Final
| Equipe 1    | Total | Equipe 2        | 1.º jogo | 2.º jogo |
| ----------- | ----- | --------------- | -------- | -------- |
| Gamba Osaka | 5 — 0 | Adelaide United | 3 — 0    | 2 — 0    |

## Premiação
| Vencedor                        |
| ------------------------------- |
| Gamba Osaka Campeão (1º título) |

## Artilharia
| 9 gols (1) - Nantawat Thansopa (Krung Thai Bank) 6 gols (1) - Lucas (Gamba Osaka) 5 gols (5) - Danilo (Kashima Antlers) - Marquinhos (Kashima Antlers) - Kone Kassim (Krung Thai Bank) - Masato Yamazaki (Gamba Osaka) - Yuzo Tashiro (Kashima Antlers) 4 gols (4) - Diego Walsh (Adelaide United) - Tiago (Beijing Guoan) - José Luis Villanueva (Bunyodkor) - Takuya Nozawa (Kashima Antlers) 3 gols (16) - Daniel Allsopp (Melbourne Victory) - Travis Dodd (Adelaide United) - Du Wenhui (Beijing Guoan) - Ahmad Salah Alwan (Arbil) - Luay Salah (Arbil) - Masashi Motoyama (Kashima Antlers) - Satoshi Yamaguchi (Gamba Osaka) - Takahiro Futagawa (Gamba Osaka) - Yasuhito Endo (Gamba Osaka) - Ahmad Ajab (Al Qadsia) - Khaled Ajab (Al-Kuwait) - Mohammad Al Hamwi (Al-Karamah) - Peerapong Pichitchotirat (Krung Thai Bank) - Mohamed Al Shehhi (Al-Wahda) - Timur Kapadze (Bunyodkor) - Zaynitdin Tadjiyev (Pakhtakor) 2 gols (37) - Rodrigo Vargas (Melbourne Victory) - Araújo (Al-Gharafa) - Denilson (Pohang Steelers) - Edmilson (Urawa Red Diamonds) - Josiel (Al-Wahda) - Emerson (Al-Sadd) - Magno Alves (Al-Ittihad) - Ney Fabiano (Chonburi) - Rivaldo (Bunyodkor) - Simões (Jeonnam Dragons) - Du Zhenyu (Changchun Yatai) - Wang Bo (Changchun Yatai) - Yang Hao (Beijing Guoan) - Guillaume Dah Zadi (Changchun Yatai) - Jules Yves Stéphane Baga (Chonburi) - Kevin Muscat (Melbourne Victory) - Robert Cornthwaite (Adelaide United) - Walter Martínez (Beijing Guoan) - Hadi Aghily (Sepahan) - Kianoush Rahmati (Saipa) | 2 gols (continuação) - Daiki Iwamasa (Kashima Antlers) - Michihiro Yasuda (Gamba Osaka) - Ryuji Bando (Gamba Osaka) - Shinzo Koroki (Kashima Antlers) - Kim Tae-Su (Jeonnam Dragons) - Khalaf Al Salama (Al Qadsia) - Issa Traoré (Saipa) - Hussain Sulimani (Al-Ahli) - Sultan Al-Nemri (Al-Ittihad) - Aatef Jenyat (Al-Karamah) - Zyad Chaabo (Al-Karamah) - Pichitphong Choeichiu (Krung Thai Bank) - Akmal Holmatov (Pakhtakor) - Alexander Geynrikh (Pakhtakor) - Odil Ahmedov (Pakhtakor) - Jésus Javier Gomez Mercado (Al-Ittihad) - Hoàng Ngọc Linh (Nam Dinh) 1 gol (95) - Archie Thompson (Melbourne Victory) - Fabian Barbiero (Adelaide United) - Lucas Pantelis (Adelaide United) - Richie Alagich (Adelaide United) - Tom Pondeljak (Melbourne Victory) - André Dias (Al-Wasl) - Baré (Gamba Osaka) - Cristiano (Adelaide United) - Felipe (Al-Sadd) - Luizão (Bunyodkor) - Oliveira (Al-Wasl) - Pinga (Al-Wahda) - Robson (Bình Dương) - Roni (Gamba Osaka) - Tulio (Urawa Red Diamonds) - Val Baiano (Al-Ahli) - Cui Wei (Changchun Yatai) - Guo Hui (Beijing Guoan) - Wang Dong (Changchun Yatai) - Yan Feng (Changchun Yatai) - Yan Xiangchuang (Beijing Guoan) - Zhang Shuai (Beijing Guoan) - Carlos Hernández Valverde (Melbourne Victory) - Carlos Tenorio (Al-Sadd) - Selim Ben Achour (Al Qadsia) - Samuel Caballero (Changchun Yatai) - Amir Vaziri (Saipa) - Iman Razaghirad (Saipa) - Jalaladin Ali Mohammadi (Sepahan) - Karim Ansarifard (Saipa) - Kianoush Rahmati (Saipa) - Mehdi Seyed Salehi (Sepahan) - Milad Zaynadpour (Saipa) - Saber Mirghorbani (Saipa) - Ahmad Ayad (Al Quwa Al Jawiya) - Ali Mansour Alwan (Al Quwa Al Jawiya) - Emad Mohammed (Sepahan) - Haidar Sabah (Arbil) - Haitham Kadhim Jassim (Al Quwa Al Jawiya) - Ibrahim Kamel (Al Quwa Al Jawiya) - Muslim Mubarak (Arbil) | 1 gol (continuação) - Yassir Abdul-Mohsen (Al Quwa Al Jawiya) - Younis Mahmoud (Al-Gharafa) - Hajime Hosogai (Urawa Red Diamonds) - Mitsuo Ogasawara (Kashima Antlers) - Naohiro Takahara (Urawa Red Diamonds) - Ryuta Sasaki (Kashima Antlers) - Tomokazu Myojin (Gamba Osaka) - Takahito Soma (Urawa Red Diamonds) - Cho Hyo-Jin (Pohang Steelers) - Chung Joon-Yeon (Jeonnam Dragons) - Hwang Jae-Won (Pohang Steelers) - Hwang Jin-Sung (Pohang Steelers) - Kim Jae-Sung (Pohang Steelers) - Kim Myung-Woon (Jeonnam Dragons) - Ko Ki-Gu (Jeonnam Dragons) - Yoo Hong-Youl (Jeonnam Dragons) - Abdul Rahman Al Awadhi (Al-Kuwait) - Ali Al-Kandri (Al Qadsia) - Bader Al-Mutwa (Al Qadsia) - Fahed Al Ebrahim (Al Qadsia) - Nawaf Al Mutairi (Al Qadsia) - Saadoun Al Shammari (Al Qadsia) - Mohammed Gholam (Al-Sadd) - Yusef Ahmed (Al-Sadd) - Naif Hazazi (Al-Ittihad) - Talal Al-Meshal (Al-Ittihad) - Turki Mousa Al Thagafi (Al-Ahli) - Waleed Al Gizani (Al-Ahli) - Abdul Fattah Alaga (Al-Ittihad) - Belal Abduldaim (Al-Karamah) - Feras Esmaeel (Al-Karamah) - Arthit Sunthornpit (Chonburi) - Panuwat Jinta (Chonburi) - Pipob On-Mo (Chonburi) - Tanut Wongsuparuk (Krung Thai Bank) - Gochguli Gochguliev (Bunyodkor) - Essa Ali (Al-Wasl) - Mohammed Salem Al-Enazi (Al-Wasl) - Tariq Hassan (Al-Wasl) - Bruce Djite (Adelaide United) - Anvarjon Soliev (Bunyodkor) - Asror Aliqulov (Pakhtakor) - Bahodir Pardaev (Bunyodkor) - Jasur Hasanov (Bunyodkor) - Nodirbek Kuziboyev (Pakhtakor) - Server Jeparov (Bunyodkor) - Ulugbek Bakayev (Bunyodkor) - Jonathan Laurens (Al-Ittihad) - Lê Văn Duyệt (Nam Dinh) - Nguyễn Anh Đức (Bình Dương) - Phạm Minh Đức (Bình Dương) - Trần Đức Dương (Nam Dinh) - Darko Marković (Pakhtakor) - Philani (Bình Dương) Gol contra (2) - Robert Cornthwaite (Adelaide United) para o Kashima Antlers - Salah Al-Deen Siamand (Arbil) para o Pakhtakor |